# Baby Daddy
Baby Daddy è una serie televisiva statunitense ideata da Dan Berendsen e trasmessa dal 2012 al 2017 dalla rete Freeform (precedentemente nota come ABC Family). 
Il 13 maggio 2017 è stato annunciato che la serie sarebbe terminata con il 100º episodio trasmesso negli Stati Uniti il 22 maggio successivo.
In Italia la serie viene trasmessa sulle reti Mediaset.

## Trama
Ben, un barista di circa venti anni, trova davanti alla porta di casa sua una bambina, che scoprirà essere sua figlia, abbandonata da una ragazza che aveva frequentato per breve tempo. Decide di crescere la bambina con l'aiuto di suo fratello Danny, la loro amica di vecchia data Riley, il loro coinquilino Tucker e la madre di Ben e Danny, Bonnie.

## Episodi
| Stagione         | Episodi | Prima TV USA | Prima TV in italiano |
| ---------------- | ------- | ------------ | -------------------- |
| Prima stagione   | 10      | 2012         | 2013                 |
| Seconda stagione | 16      | 2013         | 2015                 |
| Terza stagione   | 21      | 2014         | 2015-2016            |
| Quarta stagione  | 22      | 2014-2015    | 2016                 |
| Quinta stagione  | 20      | 2016         | 2016-2017            |
| Sesta stagione   | 11      | 2017         | 2017                 |

## Personaggi e interpreti
- Benjamin Bon Jovi "Ben" Wheeler (stagione 1–6), interpretato da Jean-Luc Bilodeau, doppiato da Davide Perino. All'inizio della storia, lavora come barista e condivide un appartamento con il suo migliore amico Tucker e suo fratello Danny a New York City. La sua vita viene completamente sconvolta quando scopre di essere diventato padre di una bambina, Emma, concepita in seguito a una relazione occasionale con una ragazza di nome Angela. Nonostante le prime esitazioni, Ben decide di voler crescere sua figlia come un papà single. Grande conquistatore, simpatico e ironico, nel corso della seconda serie inizia a provare dei forti sentimenti nei confronti della sua amica di infanzia Riley Perrin, da sempre innamorata di lui. La loro relazione tuttavia giunge al termine quando la ragazza comprende di provare qualcosa per Danny.

- Tucker Thurgood Marshall Dobbs (stagione 1–6), interpretato da Tahj Mowry, doppiato da Paolo Vivio. Coinquilino e migliore amico di Ben. Lavora in televisione e il suo sogno è quello di condurre uno show televisivo tutto suo. La sua famiglia è convinta che abbia studiato Legge ma in realtà ha abbandonato la facoltà dopo il primo semestre. Il suo rapporto di amore-odio con Bonnie, la madre di Ben e Danny, costituisce un importante arco narrativo della serie: i due si ritrovano spesso in situazioni comico-spinose e, alternativamente, sono sia complici che vere e proprie nemesi l'un per l'altra. Inoltre, insieme a Bonnie, è l'unico a sapere che Danny è da sempre innamorato di Riley.

- Daniel Mellencamp "Danny" Wheeler (stagione 1–6), interpretato da Derek Theler, doppiato da Andrea Mete. È il fratello maggiore di Ben e lavora come giocatore professionista di hockey per i New York Rangers. All'inizio della serie si trasferisce a New York. La sua migliore amica è Riley Perrin, di cui è segretamente innamorato sin dall'infanzia. Il ragazzo però non ha  mai trovato il coraggio di confessarle il suo amore, ostacolato dai sentimenti che Riley ha sempre provato per Ben. Gli unici a sapere del suo amore per la ragazza sono sua madre e Tucker. Ben lo verrà a sapere molto tempo dopo la sua rottura con Riley. Alla fine della quarta stagione Danny e Riley si confessano reciprocamente i loro sentimenti.

- Bonnie Wheeler (stagione 1–6), interpretata da Melissa Peterman, doppiata da Laura Romano. È la madre di Ben e Danny. Rimasta incinta quando frequentava l'ultimo anno di liceo, ha sposato subito dopo il padre dei suoi figli. All'inizio della serie i due hanno divorziato da un paio d'anni e Bonnie decide di trasferirsi a New York  per cercare di aiutare Ben dopo l'arrivo di Emma. Scatenata e piena di vita, frequenta molti uomini. È molto legata ai suoi figli e alla piccola Emma. Insieme a Tucker è spesso protagonista di gag esilaranti. Nel primo episodio della quinta stagione si sposa con Brad, più giovane di lei di circa quindici anni.

- Riley Perrin (stagione 1–6), interpretata da Chelsea Kane, doppiata da Myriam Catania. È l'amica più stretta di Ben e, al tempo stesso, la migliore amica di Danny sin dall'infanzia. Al liceo era obesa ma all'inizio della serie viene riferito che la ragazza ha perso circa novanta chili. È dolce e gentile e, nonostante alcuni problemi con l'esame di abilitazione, riesce a diventare avvocato. Innamorata da sempre di Ben, dopo numerosi intrecci, i due riescono a stare insieme. La loro storia finisce quando la ragazza comprende di provare dei sentimenti per Danny, da sempre innamorato di lei. Alla fine della quarta stagione Danny e Riley si confessano reciprocamente i loro sentimenti.

- Emma Wheeler, interpretata da Ali Louise e Susanne Allan Hartman (stagione 1), Mila e Zoey Beske (stagione 2), Ember e Harper Husak (stagione 3) e da Sura e Kayleigh Harris (stagione 4–6); è la figlia di Ben.

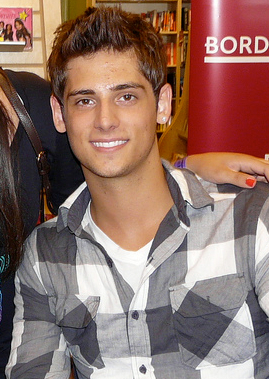
Jean-Luc Bilodeau interpreta Benjamin "Ben" Wheeler
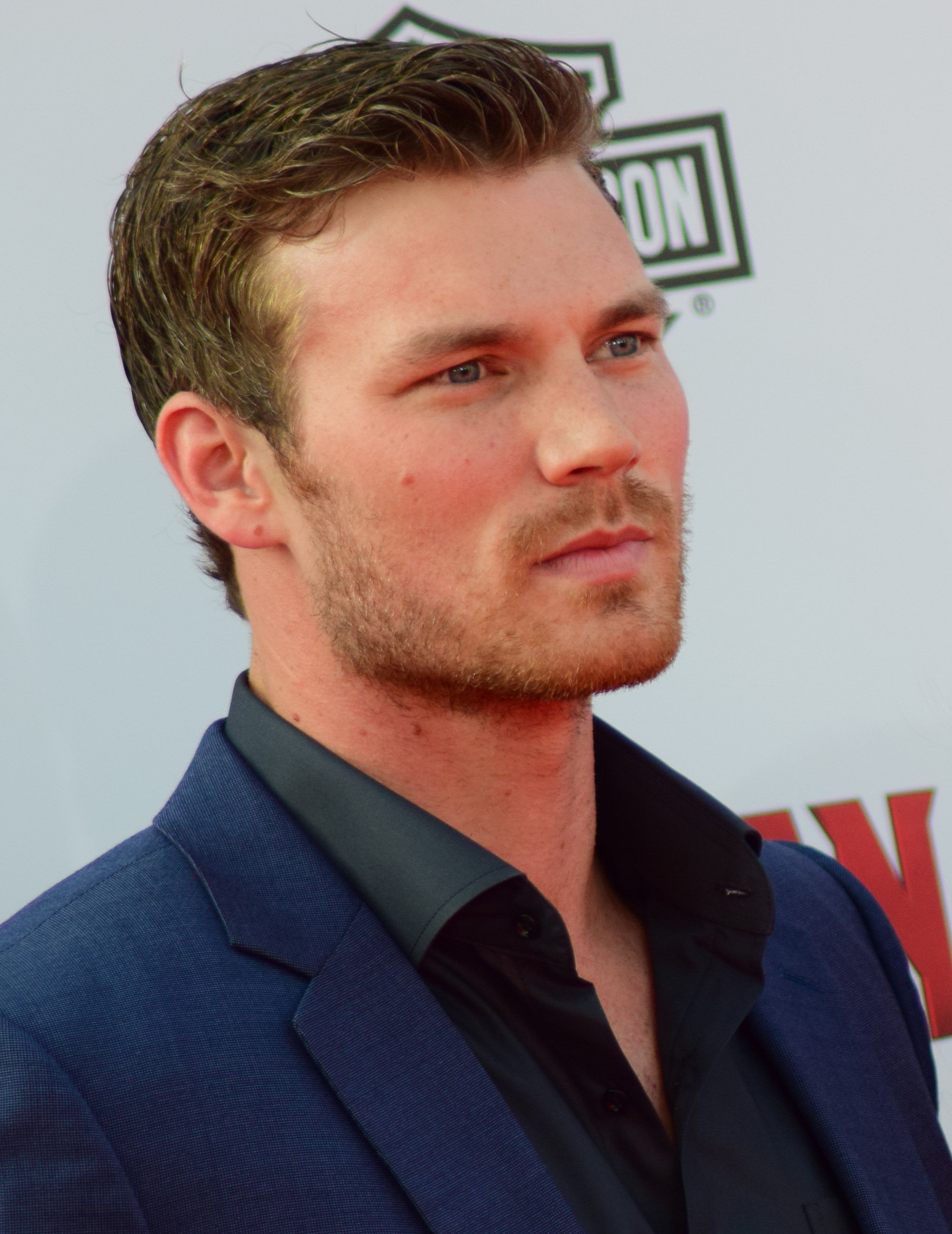
Derek Theler interpreta Daniel "Danny" Wheeler
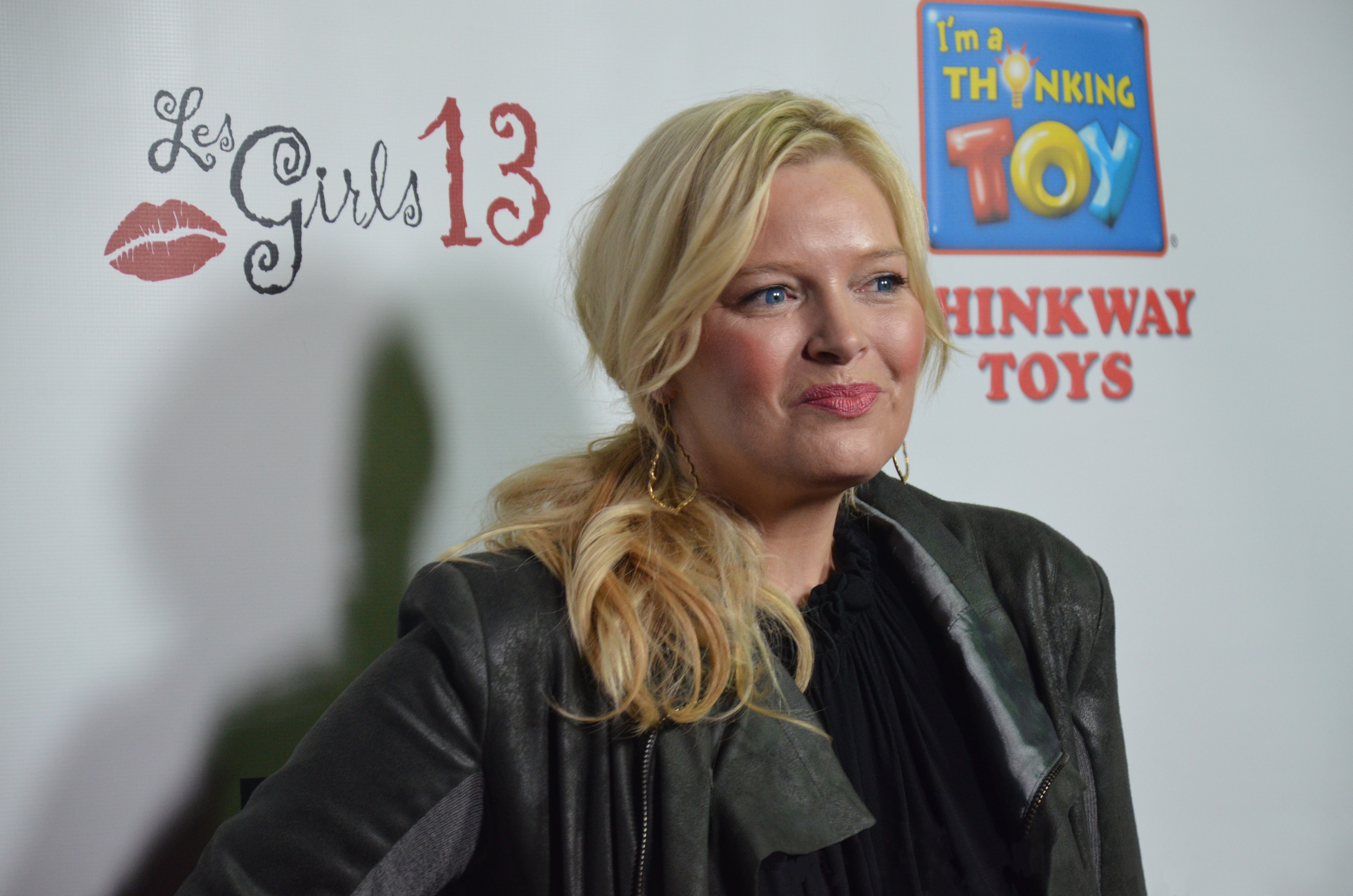
Melissa Peterman interpreta Bonnie Wheeler
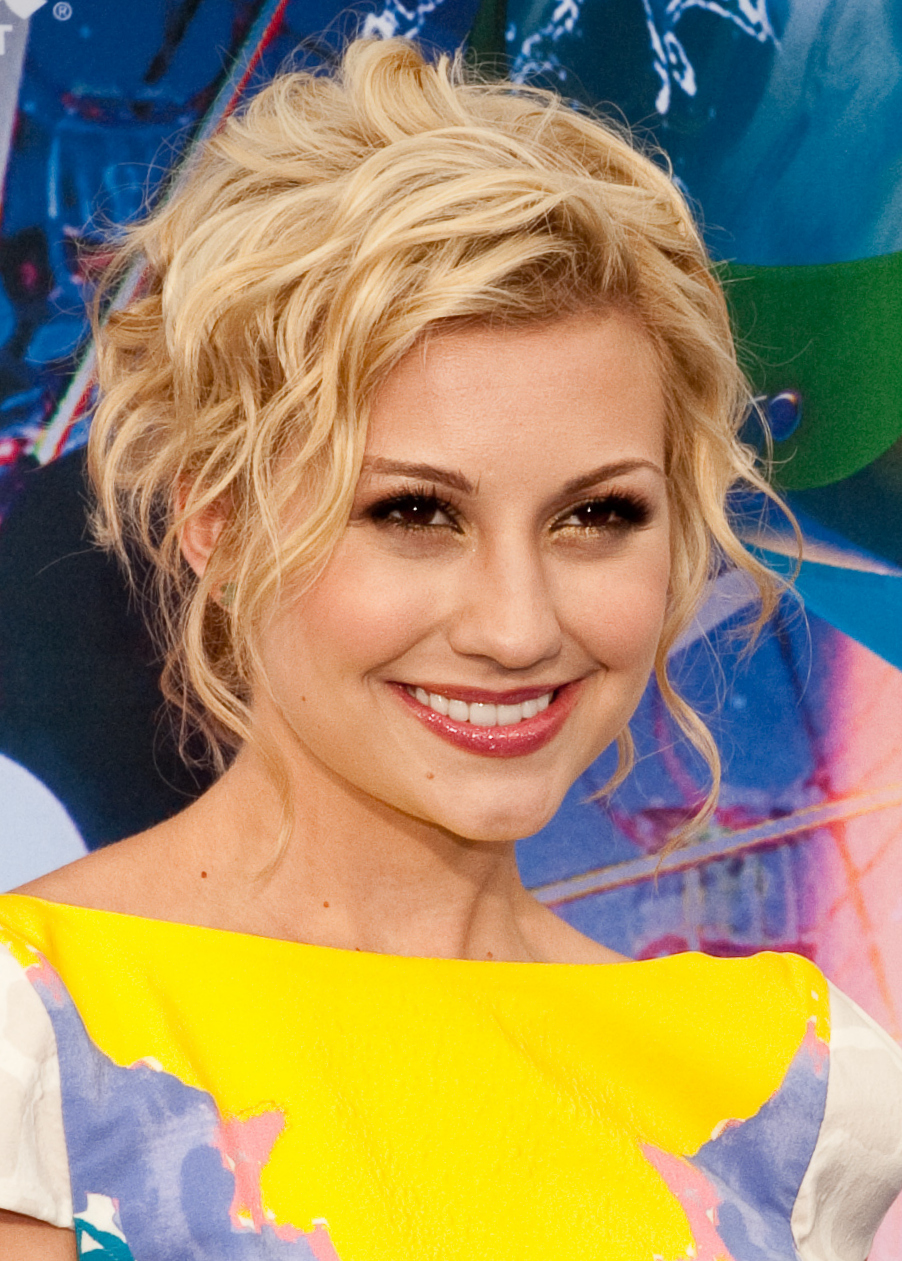
Chelsea Kane interpreta Riley Perrin

## Sviluppo e produzione
La produzione della prima stagione è stata avviata il 28 marzo 2012. Il 17 agosto 2012 ABC Family ha rinnovato la serie per una seconda stagione, in onda a partire dal 29 maggio 2013. Il 22 marzo 2013, due mesi prima del debutto della seconda stagione, il network ne ha ufficialmente ordinato una terza. La serie è stata rinnovata per una quarta stagione il 17 marzo 2014. Il 27 febbraio 2015 è stata rinnovata per una quinta stagione.. Il 28 giugno 2016 è stata rinnovata per una sesta ed ultima stagione. Il 13 maggio 2017 la serie è stata ufficialmente cancellata, come annunciato da Derek Theler sul suo profilo Instagram.
In Italia la serie ha debuttato il 22 febbraio 2013 su Joi, canale pay della piattaforma Mediaset Premium, mentre la seconda, la terza, la quarta e la quinta stagione sono andate in anteprima su Mediaset Infinity e sono state trasmesse su Joi a partire dal 30 settembre 2015.